# 下毛野石代
下毛野 石代（しもつけの の いわしろ）は、飛鳥時代から奈良時代にかけての貴族。官位は従五位下・左京亮。

## 経歴
文武朝の大宝元年（701年）左大臣・多治比嶋の薨去に際して、百官を代表して誄を行う（この時の位階は従七位下）。慶雲4年（707年）一族の下毛野古麻呂の言上により、石代は下毛野朝臣から下毛野川内朝臣に改姓した。
元明朝末の和銅8年（715年）従六位上から三階昇進して従五位下に叙爵する。元正朝では左京亮を務めるが、養老4年（720年）陸奥国で蝦夷の反乱が発生して陸奥按察使・上毛野広人が殺害されたため、反乱鎮圧のため多治比縣守が持節征夷将軍に、石代が征夷副将軍に任ぜられている。

## 官歴
『続日本紀』による。
- 大宝元年（701年） 7月21日：見従七位下
- 慶雲4年（707年） 3月22日：下毛野朝臣から下毛野川内朝臣に改姓
- 時期不詳：従六位上
- 和銅8年（715年） 1月10日：従五位下（越階）
- 時期不詳：左京亮
- 養老4年（720年） 9月29日：征夷副将軍